# Dáges

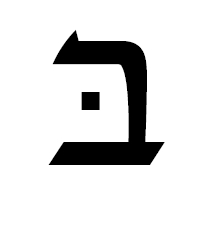
Bét dágessel.

A dáges (דָּגֵשׁ dāgēs, dages, dagesh; a szír דָּגֵשׁ dágés átszúrni, kijelölni-ből) a betű közepén álló pont, a héber egyik olvasási segédjele. Két fő fajtája a gyenge dáges a begadkefat-betűk keményítéséért, az erős dáges a betűk kettőzéséért felelős, míg ritkább harmadik fajtája, a helyes kiejtési dáges olvasási problémák elkerülésének jelzésére szolgál.

## Gyenge dáges
A gyenge dáges (héb. דָּגֵשׁ קַל dágés kal, lat. dages lene, mindkettő jelentése könnyű dáges) kizárólag a begadkefat-betűkben állhat és azok kemény kiejtését jelzi:
- בּ b, גּ g, דּ d, כּ k, פּ p, תּ t (רּ r)

A pontos kiejtési és használati szabályokat lásd ott.

## Erős dáges
Az erős dáges (héb. דָּגֵשׁ חָזָק dágés házák, lat. dages forte) a torokhangzók (א ʾ, ה h, ח ḥ, ע ʿ és ר r) kivételével bármely betűben állhat és azok kettőzését jelzi. A gyenge dágestől úgy különböztethető meg, hogy míg az előtt sem magánhangzó, sem hangzó svá nem állhat, az erős dáges előtt mindig kell magánhangzónak állnia (de hangzó svá nem elég). Fajtái:
1. Kompenzáló dáges (Dages forte compensativum) - mássalhangzók egymásbaolvadását (asszimiláció) jelzi:
  - A névelő szóeleji kettőzésekor: הַשֶּׁמֶשׁ ha|`ssemes a|nap (az eredetil *-הֵל *hal- névelő lámedje olvad be)
  - מִנָּבִיא mi|nnáví prófétá|tól (מִן נָבִיא min náví helyett, a מִן min -ból, -tól, -ról prepozíció núnja olvad be)
2. Szükséges dáges (Dages forte necessarium) - a fentihez hasonlóan szintén mássalhangzók, de ezúttal egyformák egybeolvadását jelzi, ha az első betűnek néma svája van[2]
  - נָתַנּוּ ná`tannú adtunk (*נָתַנְנוּ *ná`tan-nú, √נתן ntn)
  - שַׁתִּי sattí ittam (*שַׁתְתִי *sat-tí helyett, √שָׁתָה sátá)

Ha az első betűnek magánhangzója vagy hangzó svája van, az összeolvadás nem történik meg: קִלֲלַת kilalat, הוֹלֲלִים hólalím, תְּבָרֶכְךָ təvárech|əchá áldjon meg|téged (1Móz 27:4), הַלְלוּ haləlú! dicsérjétek! (הַלְּלוּ halləlú-ból), חָנְנֵנִי chonə`n|éní! könyörülj|rajtam! (חָנְּנֵנִי chonnə`n|éní-ből; Zsolt 9:14), וְשָׁדְדוּ və|sodədú! és|pusztítsátok! (Jer 49:28), יְשָׁדְדֵם jəsodəd|ém pusztítja el|őket (Jer 5:6).
1. Jellemző dáges (Dages forte characteristicum) -
  - Az intenzív igetörzsek és egy passzív igetörzs törzsképző eleme (vagyis ettől a kettőzéstől lesz a törzs az, ami):
    - Piél törzs: שִׁבֵּר sibbér összezúz (Kal törzs: שָׁבַר sávar összetör)
    - Pual törzs: גֻּנַּבְתִּי gun`navtí erővel ellopattam (Kal törzs: גָּנַבְתִּי gá`navtí elloptam)[3]
    - Hitpaél törzs: הִתְמַלֵּךְ hitmalléch királlyá tette magát (Kal törzs: מָלַךְ málach király volt, uralkodott)
    - Kal-passzív törzs: יֻלַּד jullad született (Kal törzs: יָלַד jálad születik)

  - Egyes főnévtípusok képzőeleme: גְּמַלּים gəmallím tevék (גָּמָל gámál teve )
2. Fordító váv utáni dáges (Dages forte ??) - A váv-imperfektum (vav consecutivum imperfektum) elnevezésű héber igealak képzésére használt szóeleji -וַ va- fordító váv (vav conversum) után kötelező a kettőzés:[4]
  - וַתֵּצֵא va|ttécé és|kiment (nő)
3. Jóhangzás miatti dáges (Dages forte euphonicum) - Ennek a dágesnek nincs nyelvtani oka, csak "szép kiejtési".
  1. kapcsoló dáges (dages forte coniunctivum) - Egymással szoros kapcsolatban álló szavak második tagjának első betűje kapja, különösen, ha az egyszótagos.
    - מַה־זֶּה ma-zze? mi ez?
    - הוֹשִׁיעָה־נָּא hósíá-nná! szabadíts meg-kérlek! (hozsánna) (-נָא ná- kérő-buzdító partikula)
    - Ha a זֶה ze ez makkéffel áll, mindig kettőzi a rákövetkező szó első betűjét, akkor is, ha az nem egyszótagos:
      - זָה־שּׁמוֹ ze-ssəmó ez az ő neve (Jer 23:6), וְזֶה־פִּרְיָהּ və|te-ppirj|áh és|ez annak gyümölcs|e (4Móz 13:27)

  2. bontó dáges (dages forte dirimens) - A köztes svá hangsúlyozására szolgál.
    - עִנְּבֵי innəvé  (עִנְבֵי inəvé  helyett)

  3. gyengéd dáges (dages forte affectuosum) -
4. Beleértett dáges (Dages forte implicitum) - chet, álef, stb.

### Az erős dáges elhelyezkedése a szóban
Mivel az erős dáges előtt mindig kell, hogy álljon magánhangzó, ezért a kettőzött alakokat zömmel a szavak belsejében találjuk.
Szó eleji kettőzés csak a jóhangzás miatti dáges eseteiben fordul elő.
A héberben szóvégi kettőzés formailag ugyan létezik, ám soha nem ejtjük. Esetei:
- az E/2n személyes névmás: אַתְּ at te (nem att és nem attə)
- a perf. E/2n תְּ- -t igeragja: שָׁמַרְתְּ sámart őríztél (nem sámartt és nem sámarttə)
- egyéb, תְּ- -t-re (táv+néma svára) végződő szavak, pl. נַפְתְּ naft olaj (nem naftt és nem nafttə)

A modern héber nevekben olykor előforduló szóvégi kettőzést az adott szó nyelvtörténete indokolhatja (pl. שָׁרֶתּ Sárett).

## Helyes kiejtési dáges
A dáges speciális változata a sem gyenge, sem erős dágesként nem értelmezhető, úgynevezett helyes kiejtési dáges (Dages orthophonicum). Ezt a dágest az átírásban nem jelezzük.
- Ha ugyanaz a mássalhangzó áll szóvégzőként és a rákövetkező szóban szókezdőként:
  - בְּכָל־לִּבִּי bəchol-libbí teljes szívemmel (Zsolt 9:2) - a két lámed egymásbaolvadásának és a bəcholibbí olvasat elkerülésére
  - שִׁחֵת לוֹ לֹּא בָנָיו מוּמָם sichét ló, ló vánáv - múmám gonoszul cselekedtek vele, nem fiaié - övék a gyalázat (5Móz 32:5)
  - לָרֶשֶׁת מִשְׁכָּנוֹת לֹא־לּוֹ lá`reset miskánót, ló-ló birtokbavenni hajlékokat, (melyek) nem az övéi (Hab 1:6)
  - הוֹי הַמַּרְבֶּה לֹא־לּוֹ hój hammarbe ló-ló! jaj annak, aki halomra gyűjti, ami nem övé! (Hab 2:6) - mindhárom esetben annak jelzésére, hogy a két, hasonló hangzású szó nem másolási hiba (dittográfia)
- מַחְסִּי machszí menedékem (a machaszí kiejtés elkerülésére; Zsolt 62:8)

## A dáges és a mappík viszonya
Mivel mindkét dáges és a mappík is a betűknek a szokásostól eltérő kiejtésére hívja fel a figyelmet, így tágabb értelemben egyetlen – hármas jelentéstartalmú – figyelmeztető pontként is értelmezhetőek.

## A dáges hiánya
A betűből valamilyen (elsősorban ejtési) oknál fogva hiányzó dágest a betű fölé húzott ráfe-vonal jelöli (בֿ פֿ v, f).